# Federazione Lombarda BCC
La Federazione Lombarda delle Banche di Credito Cooperativo è l'associazione delle Banche di Credito Cooperativo (BCC) della Lombardia, alle quali fornisce servizi  di rappresentanza sindacale, assistenza e formazione.
La Federazione è, a sua volta, associata a Federcasse, la Federazione Italiana delle banche di credito cooperativo - casse rurali ed artigiane.

## Storia e finalità
Nata con il nome di Federazione Lombarda delle Casse Rurali ed Artigiane il 14 giugno 1964, discende da analoghi organismi di categoria precedenti e immediatamente successivi alla seconda guerra mondiale (Unioni Diocesane e Associazioni Provinciali).
È una Società Cooperativa con funzioni consortili che ispira la propria attività ai principi della mutualità e della solidarietà e non ha fini di lucro.
Promuove la cooperazione di credito mutualistica, la salvaguardia delle Banche di Credito Cooperativo, il rapporto con le comunità locali, il loro sviluppo nell'interesse comune degli attori sociali ed economici territoriali.

## Organizzazione
A dicembre 2020, le BCC associate alla Federazione sono 29, per un totale di 776 sportelli, oltre 200.592 soci, 5.701 dipendenti.

### Banche associate
- Banca Cremasca e Mantovana - Credito Cooperativo
- Banca di Credito Cooperativo di Borghetto Lodigiano
- Banca Centropadana Credito Cooperativo
- Bcc Brianza e Laghi
- Cassa Padana Banca di Credito Cooperativo
- Banca di Credito Cooperativo di Barlassina
- Cassa Rurale ed Artigiana di Binasco - Credito Cooperativo
- Cassa Rurale ed Artigiana di Borgo San Giacomo - Credito Cooperativo
- Banca di Credito Cooperativo di Busto Garolfo e Buguggiate
- Cassa Rurale e Artigiana di Cantù Banca di Credito Cooperativo
- Banca di Credito Cooperativo del Basso Sebino
- Banca di Credito Cooperativo di Carate Brianza
- Credito Cooperativo di Caravaggio dell'Adda e del Cremasco
- Bcc Milano
- Credito Padano Bcc
- Banca di Credito Cooperativo dell'Oglio e del Serio
- Banca della Valsassina Credito Cooperativo
- Banca di Credito Cooperativo Agrobresciano
- Banca di Credito Cooperativo di Lezzeno
- Bcc del Garda - Banca di Credito Cooperativo Colli Morenici del Garda
- Banca di Credito Cooperativo di Mozzanica
- Banca di Credito Cooperativo di Brescia
- Banca del Territorio Lombardo Credito Cooperativo
- Cassa Rurale ed Artigiana di Rivarolo Mantovano Credito Cooperativo
- Banca di Credito Cooperativo Laudense
- Banca di Credito Cooperativo Bergamo e Valli
- Cassa Rurale - Banca di Credito Cooperativo di Treviglio
- Bcc Triuggio e della Valle del Lambro
- Banca Credito Cooperativo Bergamasca e Orobica

## Organi sociali
Il presidente della Federazione è Alessandro Azzi.
Direttore è Raffaele Arici.